# (5818) 1989 RC1
1989 أر سي 1 (ويعرف أيضًا باسم (5818) 1989 أر سي 1 وفق تسمية الكوكب الصغير) (بالإنجليزية: 1989 RC1)‏ هو كويكب ضمن حزام الكويكبات؛ وترتيبه 5818 من حيث الاكتشاف.
اكتُشف هذا الجُرم الفلكي بواسطة باميلا إم كيلمارتن في 5 سبتمبر 1989.

## وصلات خارجية
- (5818) 1989 RC1 في قاعدة بيانات مختبر الدفع النفاث لأجرام النظام الشمسي الصغيرة

- الاكتشاف · مخطط المدار ·  العناصر المدارية · المعلمات المادية

- (5818) 1989 RC1 على موقع ويكي سكاي: DSS2, SDSS, GALEX, IRAS, Hydrogen α, X-Ray, Astrophoto, Sky Map, Articles and images